# Ушаков, Борис Сергеевич
Борис Сергеевич Ушаков (22 мая 1920, Витебск, Белорусская ССР — 24 марта 1992, Москва) — советский государственный деятель, председатель Тамбовского промышленного облисполкома (1962—1964), заместитель министра химической промышленности СССР (1965—1977).

## Биография
Участник Великой Отечественной войны. Призван 24.07.1941. После призыва зачислен курсантом Московское военно-политическое училище им. В. И. Ленина; в составе его подразделения участвовал в обороне Подмосковья. С декабря 1941 — инструктор пропаганды 804-го стрелкового полка 229-й стрелковой дивизии, ранен под Сталинградом (два лёгких ранения, одно тяжёлое).
С мая 1943 года продолжил обучение на специальном факультете в Московского института химического машиностроения. С мая 1944 года работал в строительно-монтажной организации Министерства химической промышленности СССР. В марте — октябре 1945 года выполнял специальное задание Правительства СССР в Германии, за что был награждён орденом Красной Звезды.
- 1946—1950 гг. — главный инженер Тамбовского строительного управления 6-го Монтажного треста,
- 1950—1953 гг. — начальник управления строительства Тамбовхимпромстроя,
- 1953—1955 гг. — управляющий трестом Тамбовхимпромстрой,
- 1953—1958 гг. — управляющий трестом Апатитстрой МХП (Мурманская область),
- 1958—1961 гг. — управляющий трестом Тамбовхимпромстрой,
- 1961—1962 гг. — заместитель председателя Тамбовского облисполкома,
- 1962—1963 гг. — председатель Совета народного хозяйства Тамбовского экономического района[1],
- 1963—1964 гг. — председатель Тамбовского промышленного облисполкома[1][2],
- 1964—1965 гг. — заместитель (с февраля), а затем (с июля) первый заместитель начальника Главхимнефтестроя Госстроя СССР,
- 1965—1977 гг. — заместитель министра химической промышленности СССР[2],
- 1977—1986 гг. — заведующий отделом химической и нефтехимической промышленности Управления делами Совета Министров СССР[2].

Избирался депутатом Верховного Совета РСФСР 6-го созыва (от Тамбовской области, 1963—1967).
С 1986 г. — на пенсии.